# Afrikanisches feministisches Forum
Das Afrikanische feministische Forum (AFF) ist eine zweijährliche Konferenz, die afrikanische feministische Aktivistinnen zusammenbringt, um über Themen von zentraler Bedeutung für die feministische Bewegung zu beraten. Es entstand aus wachsender Besorgnis unter Feministinnen auf dem Kontinent, dass die Bemühungen zur Förderung der Rechte von Frauen auf dem Kontinent ernsthaft von einer Reihe von Quellen bedroht waren. Es fand zum ersten Mal im November 2006 in Accra, Ghana, statt und wurde anschließend in Uganda (2008), Senegal (2010) und in Harare, Simbabwe (2016) einberufen.

## Das Programm
Das Programm des Afrikanischen Feministischen Forums ist nach Clustern organisiert, die die Anliegen und Prioritäten afrikanischer Feministinnen widerspiegeln. Jedes Cluster hat zwei oder drei Koordinatorinnen. Die Cluster sind wie folgt:
- Gestaltung einer afrikanischen feministischen Epistemologie
- Feministische Perspektiven auf sexuelle und reproduktive Gesundheit und Rechte in Afrika
- Afrikanischer Feminismus: politische und wirtschaftliche Macht; Widerstand gegen Fundamentalismen
- Schnittstellen zwischen Generationen
- Feministischer kreativer Ausdruck
- Afrikanische Frauenbewegungen: Organisationen, Strukturen und Kapazitäten
- Konfrontation mit Verletzungen im Leben von Frauen
- Globaler Feminismus und das UN-System

## Mitglieder (Auswahl)
- Doo Aphane[5]
- Jessica Horn[6]
- Bisi Adeleye-Fayemi[7]
- Everjoice Win[8]
- Mary Wandia[9]
- Sylvia Tamale[10]